# Christophe Borbiconi
Christophe Borbiconi est un footballeur professionnel français né le 21 mars 1973 à Villerupt (Meurthe-et-Moselle). Il évoluait au poste de défenseur central.

## Biographie

### Carrière en France
Originaire d’Ottange, village avec lequel il brille dans les équipes de jeunes, Christophe est formé à Nancy au même titre ces années-là que les Vairelles, Rabesandratana et autres Biancalani et Lecluse. 
Christophe Borbiconi fait ses débuts dans l'équipe fanion lors de la saison 1992-1993. Il gagne ses galons de titulaire en tant que latéral dès l'année suivante, lors de laquelle il dispute vingt-quatre rencontres en Championnat de Division 2. Il inscrit le premier but de sa carrière sur un coup franc direct le 6 août 1993 à Charleville, à l'occasion d'une victoire Lorraine sur le score de 5-3. Malheureusement, une grave blessure - double arrachement des ligaments - Ce couac a pour conséquence qu'il perd sa place dans le groupe : il est donc prêté au CS Louhans-Cuiseaux à l'aube de la saison 1995-1996. En Bresse, il est un des piliers de l'équipe, et il contribue grandement à son maintien en Ligue 2, lors de ses deux premières saisons. Lors de cette dernière saison, il se sauve lors de la dernière journée à Niort. La troisième est malheureusement significative de descente en National, et Borbiconi part alors au CS Sedan Ardennes. Il y vit une saison exceptionnelle, et aussi une finale de Coupe de France. C'est grâce à un pénalty litigieux, sifflé à son encontre par le très controversé Pascal Garibian, que le club nantais s'impose face à Sedan.
Le jour de la finale, il a l’honneur de faire la première page du journal l’Equipe.
Non conservé à la suite de son expérience sedanaise, il revient naturellement à Louhans, mais se blesse à nouveau ; il ne joue que huit matchs au total lors de ce second passage en Bourgogne, et le club est une nouvelle fois relégué en National. Par la suite, il défend successivement les couleurs de l'AS Beauvais Oise, avec lequel il fait une bonne saison aidant ainsi le club picard à se maintenir en Division 2 avec une 11e place. Puis, rejoint l'année suivante, Nîmes Olympique, avec une saison rude en L2 aboutissant à la relégation et la  découverte en 2002 du National pour la première fois de sa carrière à Alès, dans un club en proie à de sérieux soucis financiers ou il côtoie notamment Franck Ribery, futur coéquipier de Stéphane, frère de Christophe, qui lui fait ses gammes au FC Metz.

### Carrière au Luxembourg
Après la liquidation judiciaire d'Alès, la carrière de Christophe Borbiconi prend un tournant important puisqu'il tente l'aventure à l'étranger au F91 Dudelange, dans le championnat luxembourgeois. Là-bas, il se construit un palmarès impressionnant, en conquérant cinq titres de champion et 3 Coupes nationales. Il dispute même par deux fois le premier tour préliminaire de la Ligue des Champions, sans cependant parvenir à gravir cette marche. Au terme de sa dernière saison professionnelle, Borbiconi réussit un nouveau doublé coupe-championnat.

## Profil du joueur
Christophe Borbiconi est un défenseur solide, dur sur l'homme, qui gagne la grande majorité de ses duels face aux attaquants adverses. De par sa taille, il est très bon de la tête, que ce soit pour défendre ou reprendre les corners. Disposant d'une puissante frappe de balle et d'une très grande vitesse, il a marqué de nombreux coups francs durant sa carrière, notamment lors de son passage au CS Louhans-Cuiseaux. Très apprécié du public bressan, Borbiconi était un des chouchous du Parc des sports du Bram.
Durant sa carrière, il a joué près de deux cent cinquante matchs dans l'élite du football français.
Après une brève expérience d’entraîneur au Thionville FC, il gère désormais avec brio une agence immobilière franco-luxembourgeoise depuis Ottange son village de toujours.

## Palmarès
| - CS Sedan-Ardennes - Coupe de France - Finaliste (1) : 1999 - Division 2 - Vice-champion (1) : 1999 |  | - F91 Dudelange - Division Nationale - Champion (5) : 2005, 2006, 2007, 2008 et 2009 - Coupe du Luxembourg - Vainqueur (3) : 2006, 2007 et 2009 |

## Statistiques
| Saison                | Club                       | Championnat           | Championnat | Championnat | Coupe nationale | Coupe nationale | Coupe de la Ligue | Coupe de la Ligue | Compétition(s) continentale(s) | Compétition(s) continentale(s) | Compétition(s) continentale(s) | Total | Total |
| Saison                | Club                       | Division              | M.          | B.          | M.              | B.              | M.                | B.                | Comp.                          | M.                             | B.                             | M.    | B.    |
| 1992-1993             | AS Nancy-Lorraine          | Division 2            | 11          | 0           | -               | -               | -                 | -                 | -                              | -                              | -                              | 11    | 0     |
| 1993-1994             | AS Nancy-Lorraine          | Division 2            | 24          | 1           | -               | -               | -                 | -                 | -                              | -                              | -                              | 24    | 1     |
| 1994-1995             | AS Nancy-Lorraine          | Division 2            | 2           | 0           | -               | -               | -                 | -                 | -                              | -                              | -                              | 2     | 0     |
| Sous-total            | Sous-total                 | Sous-total            | 37          | 1           | -               | -               | -                 | -                 | -                              | -                              | -                              | 37    | 1     |
| 1995-1996             | CS Louhans-Cuiseaux (prêt) | Division 2            | 36          | 0           | -               | -               | 2                 | 0                 | -                              | -                              | -                              | 38    | 0     |
| 1996-1997             | CS Louhans-Cuiseaux (prêt) | Division 2            | 39          | 3           | 1               | 0               | 4                 | 0                 | -                              | -                              | -                              | 44    | 3     |
| 1997-1998             | CS Louhans-Cuiseaux        | Division 2            | 30          | 3           | 1               | 0               | -                 | -                 | -                              | -                              | -                              | 31    | 3     |
| Sous-total            | Sous-total                 | Sous-total            | 105         | 6           | 2               | 0               | 6                 | 0                 | -                              | -                              | -                              | 113   | 6     |
| 1998-1999             | CS Sedan (prêt)            | Division 2            | 24          | 0           | 6               | 1               | 1                 | 0                 | -                              | -                              | -                              | 31    | 1     |
| Sous-total            | Sous-total                 | Sous-total            | 24          | 0           | 6               | 1               | 1                 | 0                 | -                              | -                              | -                              | 31    | 1     |
| 1999-2000             | CS Louhans-Cuiseaux        | Division 2            | 8           | 0           | -               | -               | 1                 | 0                 | -                              | -                              | -                              | 9     | 0     |
| Sous-total            | Sous-total                 | Sous-total            | 8           | 0           | -               | -               | 1                 | 0                 | -                              | -                              | -                              | 9     | 0     |
| 2000-2001             | AS Beauvais                | Division 2            | 27          | 0           | -               | -               | -                 | -                 | -                              | -                              | -                              | 27    | 0     |
| Sous-total            | Sous-total                 | Sous-total            | 27          | 0           | -               | -               | -                 | -                 | -                              | -                              | -                              | 27    | 0     |
| 2001-2002             | Nîmes Olympique            | Division 2            | 21          | 1           | 4               | 0               | 1                 | 0                 | -                              | -                              | -                              | 26    | 1     |
| Sous-total            | Sous-total                 | Sous-total            | 21          | 1           | 4               | 0               | 1                 | 0                 | -                              | -                              | -                              | 26    | 1     |
| 2002-2003             | Olympique d'Alès           | National              | 3           | 0           | -               | -               | -                 | -                 | -                              | -                              | -                              | 3     | 0     |
| Sous-total            | Sous-total                 | Sous-total            | 3           | 0           | -               | -               | -                 | -                 | -                              | -                              | -                              | 3     | 0     |
| 2004-2005             | F91 Dudelange              | Division Nationale    | -           | -           | -               | -               | -                 | -                 | C3                             | 2                              | 0                              | 2     | 0     |
| 2005-2006             | F91 Dudelange              | Division Nationale    | -           | -           | -               | -               | -                 | -                 | C1                             | 4                              | 0                              | 4     | 0     |
| 2006-2007             | F91 Dudelange              | Division Nationale    | -           | -           | -               | -               | -                 | -                 | C1                             | 2                              | 0                              | 2     | 0     |
| 2007-2008             | F91 Dudelange              | Division Nationale    | -           | -           | -               | -               | -                 | -                 | C1                             | 1                              | 0                              | 1     | 0     |
| 2008-2009             | F91 Dudelange              | Division Nationale    | -           | -           | -               | -               | -                 | -                 | -                              | -                              | -                              | 0     | 0     |
| Sous-total            | Sous-total                 | Sous-total            | -           | -           | -               | -               | -                 | -                 | -                              | 9                              | 0                              | 9     | 0     |
| Total sur la carrière | Total sur la carrière      | Total sur la carrière | 225         | 8           | 12              | 1               | 9                 | 0                 | -                              | 8                              | 0                              | 254   | 9     |